# Halbsystem
Ein Halbsystem modulo einer ungeraden natürlichen Zahl {\displaystyle n} ungleich 1 ist eine Teilmenge von {\displaystyle X:=(\mathbb {Z} /n\mathbb {Z} )\setminus \{{\bar {0}}\}}, der Menge der von {\displaystyle {\bar {0}}} (dem einzigen selbstinversen Element der additiven Gruppe {\displaystyle (\mathbb {Z} /n\mathbb {Z} ,+)} des Restklassenrings modulo {\displaystyle n}) verschiedenen Restklassen modulo {\displaystyle n}, in der zu jedem {\displaystyle x\in X} genau entweder {\displaystyle x} oder {\displaystyle -x} liegt. Bei gegebenem Halbsystem {\displaystyle H} bezeichnet man das komplementäre Halbsystem {\displaystyle X\setminus H} als {\displaystyle H'}.
Anwendung finden Halbsysteme bei Leopold Kroneckers Zugang zum Jacobi-Symbol.

## Beispiel
In der primen Restklassengruppe modulo einer ungeraden Primzahl {\displaystyle p}, {\displaystyle (\mathbb {Z} /p\mathbb {Z} )^{\times }=(\mathbb {Z} /p\mathbb {Z} )\setminus \{{\bar {0}}\}}, ist zum Beispiel die folgende Menge ein Halbsystem:
{\displaystyle H:=\left\{g^{k}\mid 1\leq k\leq {\frac {p-1}{2}}\right\}}
{\displaystyle g} bezeichnet hier eine erzeugendes Element dieser stets zyklischen multiplikativen Gruppe der Ordnung {\displaystyle p-1}. Beweis: {\displaystyle H} enthält genau die Hälfte der Elemente von {\displaystyle (\mathbb {Z} /p\mathbb {Z} )^{\times }}, die selbst genau {\displaystyle p-1} Elemente enthält. Wegen {\displaystyle {\overline {-1}}=g^{\frac {p-1}{2}}} liegt für {\displaystyle g^{k}=:x\in H} das dazu additiv inverse Element {\displaystyle -x=-g^{k}=g^{\frac {p-1}{2}}g^{k}=g^{{\frac {p-1}{2}}+k}} nicht in {\displaystyle H}, weil der Exponent {\displaystyle {\tfrac {p-1}{2}}+k} modulo {\displaystyle p-1} zu keinem {\displaystyle j} mit {\displaystyle 1\leq j\leq {\tfrac {p-1}{2}}} kongruent ist. Denn andernfalls wäre ja {\displaystyle {\tfrac {p-1}{2}}+(k-j)} durch {\displaystyle p-1} teilbar, was jedoch wegen {\displaystyle |k-j|<{\tfrac {p-1}{2}}\Rightarrow 0<{\tfrac {p-1}{2}}+(k-j)<p-1} unmöglich ist.